# Vittore Frigerio
Vittore Frigerio (Milano, 7 agosto 1885 – Massagno, 26 agosto 1961) è stato un giornalista e scrittore svizzero-italiano.

## Biografia
Dapprima corrispondente a Milano, fu direttore responsabile del Corriere del Ticino dal 1912 al 1957, accrescendo considerevolmente la diffusione del quotidiano.
Autore prolifico di romanzi popolari e di svago, alcuni a soggetto ticinese, si orientò anche verso opere più impegnate, affrontando problemi morali e sociali come il divorzio (Quel che Dio congiunse, 1943) e l'alcolismo (Un dramma, 1950). Dalla sua penna pure novelle, saggi e opere teatrali.
Buona parte della sua produzione giornalistica è firmata con lo pseudonimo di Gavroche.

## Opere (selezione)
- Di qua, di là: note di Gavroche
- Una vipera nel giardino
- Il testamento della zia Rosa
- Marco e Cecilia
- Nell'orto della vita
- La maestrina di Carona
- Pioggerella d'aprile
- Buona creanza
- Cincali
- Menga
- 4 verità per un soldo
- Le sorelle Bellotti
- Don Sereno
- Liliana, 1923
- Il Natale di Paccagnella, 1930
- Il fondo della Zotta, 1938
- Una storia d'emigrante, 1941
- Quel che Dio congiunse, 1943
- La strada - romanzo quasi umoristico - , 1944
- Tre fratelli, 1948
- Napoleone Bellaparte, 1950
- Un dramma, 1950
- L'inchiesta del dottor Cioccari
- Vicolo cieco
- Conchita
- Mio dolce amore: novelle
- Il pozzo della verità: novelle
- Foglie nella bufera
- Scatola a sorpresa
- La gran voce